# Río Cabril (afluente del Corgo)
El río Cabril es un corto río portugués que discurre íntegramente por el distrito de Vila Real y es afluente por la margen derecha del río Corgo, afluente a su vez, también por la derecha, del río Duero.
El Cabril nace en la Sierra de Alvão, pasa por la freguesia de Adoufe y, tras solo 10 km de curso, desemboca en el río Corgo en el embalse de Terragido, apenas a 1,5 km del centro de Vila Real y muy cerca del campus de la Universidad de Trás os Montes e Alto Douro.
En su corto recorrido tiene como afluentes los arroyos o ribeiras de Maíla, Marinheiras, Regadas y Pontão do Outeiro, todos por su margen derecha.